# Ordine di battaglia della guerra in Afghanistan (1979-1989)

## Repubblica Democratica dell'Afghanistan - 1988[1][2]

### Esercito
Compresa l'aeronautica militare, complessivamente circa 53000 uomini rispetto ad una forza teorica di circa 135000, la forza effettiva delle divisioni non superava un quarto degli effettivi teorici.
- Corpi d'armata
  - I Corpo d'armata (Jalalabad)
  - II Corpo d'armata (Kandahar)
  - III Corpo d'armata (Gardez)
  - IV Corpo d'armata (Herat)

- Divisioni
  - 2ª Divisione fanteria (Kabul)
  - 7ª Divisione fanteria (Kandahar)
  - 8ª Divisione fanteria (Kabul)
  - 9ª Divisione fanteria (Kabul)
  - 11ª Divisione fanteria (Jalalabad)
  - 12ª Divisione fanteria (Baraki)
  - 14ª Divisione fanteria (Ghazni)
  - 15ª Divisione fanteria (Kandahar)
  - 17ª Divisione fanteria (Herat)
  - 18ª Divisione fanteria (tra Meymaneh e Mazar-e-Shariff)
  - 20ª Divisione fanteria (Baghlan)
  - 21ª Divisione fanteria (Farah)
  - 25ª Divisione fanteria (Gardez)
  - 40ª Divisione fanteria (Kabul)
  - 53ª Divisione fanteria (Mazar-e-Sharif)
  - 54ª Divisione fanteria (Konduz)

- Brigate
  - 4ª Brigata corazzata (Herat)
  - 7ª Brigata corazzata (Kandahar)
  - 14ª Brigata corazzata (Jalalabad)
  - 15ª Brigata corazzata (Kabul)
  - 37ª Brigata assalto aereo (Kabul)
  - 212ª Brigata assalto aereo (Baraki)
  - 520ª Brigata assalto aereo (Kabul)
  - Brigata missili contraerei (Kabul)

- Reggimenti
  - 85º Reggimento assalto aereo (Kabul)
  - 466º Reggimento assalto aereo (Baraki)
  - 666º Reggimento assalto aereo (Kabul)
  - 24º Reggimento fanteria (Feyzabad)
  - 53º Reggimento fanteria (tra Meymaneh e Mazar-e-Shariff)
  - 510º Reggimento fanteria (tra Meymaneh e Mazar-e-Shariff)
  - 511º Reggimento fanteria (tra Meymaneh e Mazar-e-Shariff)
  - 522º Reggimento fanteria (tra Meymaneh e Mazar-e-Shariff)
  - 518º Reggimento fanteria (tra Feyzabad e Konduz)
  - 543º Reggimento fanteria (tra Feyzabad e Konduz)
  - 544º Reggimento fanteria (tra Feyzabad e Konduz)
  - 549º Reggimento fanteria (tra Feyzabad e Konduz)

#### Mezzi ed equipaggiamento
- Veicoli corazzati: T-34/85, T-54/55, T-62,[3] BTR-152, BTR-60PB, ASU-85, BMP-1, BRDM-2
- Artiglieria: obici 122 mm M-30 (arma standard dell'artiglieria RDA) e 122 mm D-30, lanciarazzi multiplo Katjuša (arma standard dell'artiglieria RDA), mortaio 120 mm M-1943, missili terra-aria S-75, S-125, Strela-2, armi antiaereo ZSU-23-4 Shilka SP,[4] 23 mm ZU-23, ZPU-1, -2, -4 e 12,7mm DŠKM
- Artiglieria controcarri: RPG-7, 73 mm SPG-9, Maljutka, 85 mm SD-44
- Armi della fanteria: AKM, AKMS, AK-47, RPK, RPD, RP-46, DTM, mitragliatrici leggere, mitragliatrice media PKMS, carabina Simonov SKS, PPŠ-41, ZB-36, submunizioni PFM-1, mina antiuomo PMN.

### Aeronautica
- Reggimento bombardieri leggeri (circa 18 Il-28)
- Reggimento caccia (circa 30 MiG-21)
- Reggimento caccia-bombardieri (circa 30 MiG-17)
- Reggimento caccia-bombardieri (circa 20 MiG-19)
- Reggimento caccia-bombardieri (circa 15 Su-7B, 20 Su-20)
- Reggimento elicotteri (circa 30 Mi-25)
- Reggimento elicotteri (circa 35 Mi-8)

(Complessivamente circa 5000 uomini, compresi un numero non precisato di piloti, tecnici e specialisti sovietici. L'efficienza operativa dei velivoli era valutata come problematica)

### Forze paramilitari
- Guardia di frontiera (circa 7000 uomini)
  - 1ª Brigata (Jalalabad)
  - 2ª Brigata (Gardez)
  - 5ª Brigata (Herat)
  - 6ª Brigata (Qalat)
  - 7ª Brigata (Shindand)
  - 8ª Brigata (Jalalabad)
  - 10ª Brigata (Jalalabad)
  - 11ª Brigata (Lashkargah)

- Khad (polizia segreta, circa 100000 uomini)
  - 3 Brigate da combattimento
  - 23 Reggimenti da combattimento
  - 82 Battaglioni autonomi da combattimento

- Sarandoy (Difesa della rivoluzione, circa 60000 miliziani, dipendente dal Ministero degli Interni)
  - 50 Battaglioni da combattimento

## Armata Rossa[5]

### 1980-81
Comando, 40ª Armata (Kabul) 
- Unità direttamente dipendenti
  - 1074º Reggimento artiglieria (Kabul)
  - 28º Reggimento autonomo lanciarazzi multipli (Shindand)
  - 1839º Reggimento autonomo difesa contraerei (Kabul)
  - 45º Reggimento genio (Charikar)
  - Brigata genio costruzioni stradali (Kabul)
  - 103º Reggimento autonomo trasmissioni (Kabul)
  - 247º Battaglione autonomo riparazioni e manutenzione artiglierie (Kabul)
  - 258º Battaglione autonomo riparazioni e manutenzione veicoli corazzati (Kabul)

- 5ª Divisione fucilieri motorizzata (Shindand)
  - Unità divisionali
    - 650º Battaglione autonomo ricognizione (Shindand)
    -  ???° Battaglione controcarri (Delaram)
    - 388º Battaglione autonomo trasmissioni (Shindand)
    - 68º Battaglione autonomo genio (Shondand)
    - 46º Battaglione autonomo sanità (aeroporto di Shindand)

  - 101º Reggimento fucilieri motorizzato (Herat)
    - 1º Battaglione (Kushk-e-Kohna)
    - 2º Battaglione (Qala-e-Naw)
    - 3º Battaglione (Herat)

  - 371º Reggimento fucilieri motorizzato (Shindand)
  - 24º Reggimento carri (Shindand)
    - 1º Battaglione (Shindand)
    - 2º Battaglione (Girishk)
    - 3º Battaglione (Shindand)

  - 1060º Reggimento artiglieria (Shindand)
  - 1122º Reggimento difesa aerea (aeroporto di Shindand)

- 108ª Divisione fucilieri motorizzata (Bagram)
  - Unità divisionali
    - 781º Battaglione autonomo ricognizione (Bagram)
    - 738º Battaglione controcarri (Bagram)
    - 1003º Battaglione autonomo Spetsnaz (Bagram)
    - 271º Battaglione autonomo genio (Bagram)
    - 303º Battaglione autonomo riparazioni e manutenzione (Bagram)

  - 177º Reggimento fucilieri motorizzato (Jabul-Seraj)
    - 1º Battaglione (Jabul-Seraj)
    - 2º Battaglione (Strada n. 76)
    - 3º Battaglione (Strada n. 76)

  - 180º Reggimento fucilieri motorizzato (Kabul)
  - 181º Reggimento fucilieri motorizzato (-) (Kabul)
    - 1º Battaglione (Strada n. 1 tra Surobi e Darunta)
    - 3º Battaglione (Darunta)

  - 285º Reggimento carri (-) (aeroporto di Bagram)
  -  ???° Battaglione (-) (Kishm)
  - 479º Reggimento artiglieria (Kabul)
  - 1049º Reggimento difesa aerea (aeroporto di Kabul)

- 201ª Divisione fucilieri motorizzata (Kunduz)
  - Unità divisionali
    - 783º Battaglione autonomo ricognizione (Kunduz)
    - 252º Battaglione autonomo trasmissioni (Kunduz)
    - 541º Battaglione autonomo genio (Asqalan)
    - 349º Battaglione autonomo riparazioni e manutenzione (Asqalan)

  - 122º Reggimento fucilieri motorizzato (-) (Mazar-e-Sharif)
    - 1º Battaglione (Afghan-Tepa e strada n.76 tra Baghlan e Termez)
    - 2º Battaglione (Aibak)

  - 149º Reggimento fucilieri motorizzato (-) (Kunduz)
    -  ???° Battaglione fucilieri motorizzato (Talgan)

  - 395º Reggimento fucilieri motorizzato (-) (Pul-e-Khomri)
    - 3º Battaglione (Strada n. 76 tra Doshi e Baghlan)

  -  ???° Reggimento carri (???)
    -  ???° Battaglione carri (-) (Sheberghan)

  - 998º Reggimento artiglieria (Asqalan)
  - 990º Reggimento difesa aerea (Kunduz)

- 103ª Divisione aerotrasportata delle guardie (Kabul)
  - 317º Reggimento paracadutisti delle guardie (-) (Kabul)
    - 3º Battaglione (-) (Lashkaragh)

  - 350º Reggimento paracadutisti delle guardie (-) (Kabul)
    - 1º Battaglione (aeroporto di Jalalabad)
    - 3º Battaglione (aeroporto di Shindand)

  - 357º Reggimento paracadutisti delle guardie (-) (Kabul)
    - 1º Battaglione (-) (Miterlam)

- 66ª Brigata autonoma fucilieri motorizzata (-) (Jalalabad)
  - 2º Battaglione (Asadabad)
- 70ª Brigata autonoma fucilieri motorizzata (Kandahar)
- 56ª Brigata d'assalto aereo (-) (Kunduz)
  - 3º Battaglione (Imam Sahib)
- 191º Reggimento autonomo fucilieri motorizzato (-) (Ghazni)
  - 1º Battaglione (Baraki Barak)
- 860º Reggimento autonomo fucilieri motorizzato (Faizabad)
- 345º Reggimento paracadutisti (-) (aeroporto di Bagram)
  - 2º Battaglione (Bamian)

- Unità aeree
  - 115º Reggimento caccia (aeroporto di Bagram)
  - 136º Reggimento cacciabombardieri (aeroporti di Shindand e Kandahar)
  - 50º Reggimento misto (aeroporto di Kabul)
  - 263º Battaglione autonomo ricognizione (aeroporto di Kabul)
  - 181º Reggimento autonomo elicotteri (-) (aeroporto di Kunduz)
    - 1º Battaglione (aeroporto di Faizabad)

  - 280º Reggimento autonomo elicotteri (aeroporto di Kandahar)
  - 292º Reggimento autonomo elicotteri (aeroporto di Jalalabad)
  - 146º Distaccamento autonomo elicotteri (aeroporto di Kunduz)
  - 4º Battaglione/335º Reggimento autonomo elicotteri (aeroporto di Kunduz)
  - 254º Battaglione autonomo elicotteri (aeroporto di Kunduz)
  - 262º Battaglione autonomo elicotteri (aeroporto di Bagram)
  - 302º Battaglione autonomo elicotteri (aeroporto di Shindand)

- Unità del Ministero della difesa
  - 59ª Brigata (Pul-e-Khomri)
  - 1003º Battaglione autonomo (Bagram)

### 1988
Comando, 40ª Armata (Kabul) 
- Unità direttamente dipendenti
  - 15ª Brigata Specnaz (Jalalabad)
    - 154º Battaglione (Jalalabad)
    - 334º Battaglione (Asadabad)
    - ???º Battaglione (Ghazni)

  - ???º Battaglione (Puli-Alam)
  - 22ª Brigata Specnaz (Lashkargah)
    - ???º Battaglione (Daulatabad)
    - ???º Battaglione (Lashkargah)
    - ???º Battaglione (Kandahar)
    - ???º Battaglione (Alqadari Shahjov)

  - 1074º Reggimento artiglieria (Kabul)
  - 28º Reggimento autonomo lanciarazzi multipli (Shindand)
  - 1839º Reggimento autonomo difesa contraerei (Kabul)
  - 45º Reggimento genio (Charikar)
  -  ???º Battaglione autonomo fucilieri motorizzato (Kabul)
  - Brigata genio costruzioni stradali (Kabul)
  - 103º Reggimento autonomo trasmissioni (Kabul)
  - 247º Battaglione autonomo riparazioni e manutenzione artiglierie (Kabul)
  - 258º Battaglione autonomo riparazioni e manutenzione veicoli corazzati (Kabul)
  - 650º Ospedale militare centrale (Kabul)
  - Ospedale malattie infettive (Kabul)
  - Ospedale malattie infettive (Bagram)
  - Ospedale malattie infettive (Kunduz)
  - Ospedale malattie infettive (Jalalabad)
  - Ospedale da campo (Puli-e-Khumri)
  - Ospedale da campo (Kandahar)
  - Ospedale da campo (Shindand)

- 5ª Divisione fucilieri motorizzata (Shindand)
  - Unità divisionali
    - 650º Battaglione autonomo ricognizione (Shindand)
    -  ???º Battaglione autonomo lanciarazzi multipli (Daulatabad)
    -  ???° Battaglione controcarri (Delaram)
    - 388º Battaglione autonomo trasmissioni (Shindand)
    - 68º Battaglione autonomo genio (Shondand)
    - 46º Battaglione autonomo sanità (aeroporto di Shindand)

  - 12º Reggimento fucilieri motorizzato (Strada n. 1)
  - 101º Reggimento fucilieri motorizzato (Herat)
  - 371º Reggimento fucilieri motorizzato (Shindand)
  - 1060º Reggimento artiglieria (Shindand)

- 108ª Divisione fucilieri motorizzata (Bagram)
  - Unità divisionali
    - 781º Battaglione autonomo ricognizione (Bagram)
    - 738º Battaglione controcarri (Bagram)
    - 271º Battaglione autonomo genio (Bagram)
    - 303º Battaglione autonomo riparazioni e manutenzione (Bagram)

  - 177º Reggimento fucilieri motorizzato (Strada n. 76)
  - 180º Reggimento fucilieri motorizzato (Kabul)
  - 181º Reggimento fucilieri motorizzato (Kabul)
  - 682º Reggimento fucilieri motorizzato (Valle del Pandshir)
  -  ???° Battaglione carri (aeroporto di Bagram)
  - 479º Reggimento artiglieria (Kabul)

- 201ª Divisione fucilieri motorizzata (Kunduz)
  - Unità divisionali
    - 783º Battaglione autonomo ricognizione (Kunduz)
    - 252º Battaglione autonomo trasmissioni (Kunduz)
    - 541º Battaglione autonomo genio (Asqalan)
    - 349º Battaglione autonomo riparazioni e manutenzione (Asqalan)

  - 122º Reggimento fucilieri motorizzato (-) (Mazar-e-Sharif)
    -  ???° Battaglione (Sheberghan)

  - 149º Reggimento fucilieri motorizzato (Kunduz)
  - 395º Reggimento fucilieri motorizzato (Pul-e-Khomri)
  - 998º Reggimento artiglieria (Asqalan)

- 103ª Divisione aerotrasportata delle guardie (Kabul)
  - 317º Reggimento paracadutisti delle guardie (-) (Kabul)
    - 3º Battaglione (Alaqadari Shahjoy)

  - 350º Reggimento paracadutisti delle guardie (-) (Kabul)
  - 357º Reggimento paracadutisti delle guardie (-) (Kabul)
  -  ???° Battaglione autonomo lanciarazzi multipli (Alaqadari Shahjoy)

- 66ª Brigata autonoma fucilieri motorizzata (-) (Jalalabad)
  - 2º Battaglione (Asadabad)
  - ???º Battaglione autonomo fucilieri motorizzato (Jalalabad)
  - ???º Battaglione autonomo fucilieri motorizzato (Asadabad)
- 70ª Brigata autonoma fucilieri motorizzata (Kandahar)
  -  ???° Battaglione autonomo fucilieri motorizzata (Kandahar)
- 56ª Brigata d'assalto aereo (-) (Gardez)
  - 3º Battaglione d'assalto aereo (Puli-Alam)
  -  ???° Battaglione autonomo fucilieri motorizzato (Puli-Alam)
- 191º Reggimento autonomo fucilieri motorizzato (Ghazni)
  -  ???° Battaglione autonomo fucilieri motorizzato (Ghazni)
- 860º Reggimento autonomo fucilieri motorizzato (-) (Faizabad)
  - 1º Battaglione (Khairabad)
  - 3º Battaglione (Kishm)
  - Battaglione autonomo sanità (Faisabad)
- 345º Reggimento paracadutisti (aeroporto di Bagram)
  -  ???º Battaglione autonomo lanciarazzi multipli (aeroporto di Bagram)

- Unità aeree
  - 115º Reggimento caccia (aeroporto di Bagram)
  - 134º Reggimento cacciabombardieri (Aeroporti di Shindand e Kandahar)
  - 378º Reggimento attacco al suolo (Aeroporti di Bagram e Kandahar)
  - 50º Reggimento misto (aeroporto di Kabul)
  - 263º Battaglione autonomo ricognizione (aeroporto di Kabul)
  - 181º Reggimento autonomo elicotteri (-) (aeroporto di Kunduz)
    - 1º Battaglione (aeroporto di Faizabad)

  - 280º Reggimento autonomo elicotteri (aeroporto di Kandahar)
  - 292º Reggimento autonomo elicotteri (aeroporto di Jalalabad)
  - 146º Distaccamento autonomo elicotteri (aeroporto di Kunduz)
  - 335º Reggimento elicotteri d'attacco (aeroporto di Kunduz)
  - 205º Battaglione autonomo elicotteri (Lashkargakh)
  - 239º Battaglione autonomo elicotteri (Ghazni e Gardez)
  - 262º Battaglione autonomo elicotteri (aeroporto di Bagram)
  - 302º Battaglione autonomo elicotteri (aeroporto di Shindand)
  - 320º Battaglione autonomo elicotteri (aeroporto di Kunduz)

#### Mezzi ed equipaggiamento
- Veicoli corazzati: T-54/55, T-62, T-72,[6] BTR-60PB, BTR-70, ASU-85, BMP-1, BMP-2, BRDM-2, autocannoni
- Artiglieria: obici 122 mm M-30, 122 mm D-30, 2S1 e 2S3 (insieme al 2S1 standard nell'artiglieria divisionale e reggimentale sovietica) e 2S5 Giatsint-S, cannone 130 mm M-46,[7] razzi FROG (dal 1985), lanciarazzi multipli BM-21 (standard nell'artiglieria divisionale e reggimentale sovietica) e BM-27, mortai 82 mm M-1937, 120 mm M-1943 e 240 mm M-1977,[7] missili terra-aria S-125, Krug, Strela-1 e Strela-2, armi antiaereo ZSU-23-4 Shilka SP,[4] 23 mm ZU-23, ZPU-1, -2, -4 e 12,7mm DŠKM
- Artiglieria controcarri: RPG-7, RPG-16, RPG-18, 73 mm SPG-9, Maljutka, 100 mm T-12, 85 mm SD-44
- Armi della fanteria: AKS, AK-47, AKD, AKSU, RPK, AKM, AKMS, mitragliatrici leggere, mitragliatrice media PKMS, AGS-17, BG-15, submunizioni PFM-1, mina antiuomo PMN, Makarov.

## Composizione sommaria delle forze mujaheddin - Afghanistan 1987 circa
Complessivamente circa 130000 guerriglieri (circa 70000 addestrati, di cui circa 30000 attivi contemporaneamente). Per ogni movimento o fazione di movimento è indicato il nome del principale leader.
- Etnia Pashtun (Sunniti)
  - Tradizionalisti moderati:
    - Jabhāt-Nijāt-Milli (Fronte nazionale di liberazione) Sibghatullah Modjaddi: alcune migliaia
    - Mahaz-Milli-Islāmi (Fronte islamico nazionale) Sayyed Amhad Gailani: alcune migliaia
    - Harakāt-Inqilaab-Islāmi (Fronte rivoluzionario islamico)
      - Mohammed Nabi Mohammed: circa 15000
      - Nasrullah Mansur: circa 20000

  - Fondamentalisti islamici:
    - Ittihad-Islāmi (Unità islamica) Abdul Rasul Sayyaf: circa 10000
    - Hizbi-Islāmi (Partito islamico)
      - Gulbaddin Hekmatyar: circa 20000
      - Yunnus Khali: circa 20000
- Etnia Tajik (Sunniti, fondamentalisti islamici)
  - Jamiāt-Islāmi (Società islamica) Burhanuddin Rabani: circa 30000
- Etnia Hazara (Shiiti, fondamentalisti islamici)
  - Sazman-Nasr (Organizzazione della vittoria) : tra 5000 e 15000
  - Sepah-Pasdaran (Guardiani della rivoluzione) Saddili Niili: non stimabili
  - Shur-Inqilab-Itifaq-Islami (Consiglio rivoluzionario dell0unione islamica) Sayyed Beheshi: circa 20000
- Tribù miste (Shiiti, fondamentalisti islamici)
  - Harakat-Islami (Fronte islamico) Assef Mohseni: alcune migliaia
- Gruppi non affiliati, operativi a livello regionale: alcune migliaia